# Спорт в Уэльсе
Наиболее популярными видами спорта в Уэльсе являются регби, регбилиг (регби-13), крикет и футбол. Как и другие члены Великобритании Уэльс имеет независимое представительство в основных мировых спортивных мероприятиях, таких как Чемпионат мира по футболу, Чемпионат мира по регби, Игры Содружества. Но в Олимпийских играх и многих других видах спорта спортсмены Уэльса выступают в объединенной команде Великобритании. В крикете же валлийцы входят в объединенную англо-валлийскую команду.
Национальным стадионом является стадион Миллениум. Стадион, вместимостью 74500 зрителей, располагается в  Кардиффе и является домашней ареной сборной Уэльса по регби и сборной Уэльса по футболу. Кроме того во время перестройки стадиона Уэмбли Миллениум временно принимал финальные игры английских футбольных и регбийных лиг.
Организацией, ответственной за спорт в стране, является Спортивный совет Уэльса.

## Традиционные виды спорта
Традиционным валлийским видом спорта считается кнапан. Это развлечение зародилось в средние века и смутно напоминает некоторые современные виды футбола. Кроме этого кнапан можно считать одним из предшественников регби.

## Регби
Регби популярно в Уэльсе так же, как и в Новой Зеландии. В Энциклопедии Уэльса этот вид спорта описывается так: «Многие считают его символом валлийской личности и выражением национального самосознания».
Профессиональная эра внесла большие и спорные изменения в традиционную клубную структуру Уэльса. В настоящий момент валлийские клубы входят в Про14 совместно с клубами Шотландии и Ирландии. В 2010 году к лиге присоединились две команды из Италии. Кроме этого валлийцы представлены своими командами в Кубке европейских чемпионов (Кубке Хейнекена), Европейском кубке вызова и Англо-валлийском кубке.
Национальная сборная Уэльса является участником Кубка шести наций и Чемпионата мира по регби. Сборная выигрывала 38 раз Кубок шести наций (из них 11 раз делила победы с другими командами), на чемпионате мира занимала 3-е место в 1987 году.

## Футбол
Футболом в Уэльсе руководит Футбольная ассоциация Уэльса. Ассоциация является одной старейших в мире футбольных организаций — третьей после футбольных ассоциаций Англии и Шотландии. Кроме этого валлийская футбольная ассоциация является одной из четырёх национальных футбольных ассоциаций, которая входит в Международный совет футбольных ассоциаций (пятым членом ассоциации является ФИФА), которая устанавливает правила игры в футбол. В сферу ответственности ассоциации входят сборные команды и любительский футбол.
С 1992 года в Уэльсе создана Валлийская Премьер-лига. Однако, по историческим причинам шесть валлийских клубов (Кардифф Сити, Суонси Сити, Рексем, Ньюпорт Каунти, Мертир Тидфил и Колуин-Бей) играют в различных дивизионах Футбольной лиги Англии. Основным национальным футбольным турниром страны является Кубок Уэльса.
Сборная Уэльса по футболу выступала всего дважды на крупных турнирах: в 1958 году она вышла в четвертьфинал чемпионата мира, в 2016 году дошла до полуфинала чемпионата Европы.

## Крикет
В крикете Англия и Уэльс в международных соревнованиях выступают совместной командой, которая находится под управлением Крикетного совета Англии и Уэльса. Существует так же самостоятельная крикетная команда Уэльса, выступающая в некоторых внутрибританских соревнованиях. В частности сборная Уэльса выступает в соревнованиях минорных лиг Англии и Уэльса.

## Бокс
Уэльс имеет давние традиции в боксе. Особенно в этом отношении выделяется Южный Уэльс, давший миру таких боксеров как Томми Фарр (англ. en:Tommy Farr), Фредди Велш (англ. en:Freddie Welsh), Джим Дрискол (англ. en:Jim Driscoll), Дэй Дауэр (англ. en:Dai Dower) и Джонни Оуэн (англ. en:Johnny Owen). Джо Кальзаге, мать которого валлийка, а отец итальянец, выросший в Ньюбридже, ушёл из спорта в 2009 году непобежденным. Кроме этого валлийский бокс представляют такие экс-чемпионы мира как Энцо Маккаринелли (англ. en:Enzo Maccarinelli), Гейвин Риз (англ. en:Gavin Rees), Ховард Уинстон (англ. en:Howard Winstone), Джимми Уайлд (англ. en:Jimmy Wilde), Стив Робинсон (англ. en:Steve Robinson) и Робби Риган (англ. en:Robbie Regan).

## Регбилиг
Регбилиг в Уэльсе в настоящее время является одним из самых быстроразвивающихся видов спорта. В стране действует Регбилиг-Конференция — сообщество любительских регбилиг-команд. Профессиональные команды Крузейдерз РЛ и Сауз Уэлс Скорпионс выступают соответственно в Европейской Суперлиге и Национальном чемпионате 1 (англ. en:Rugby League National Championship 1).
Сборная команда Уэльса, имеющая прозвище «Драконы», является одной из сильнейших команд мира. Кроме того Уэльс делегирует сильных игроков в сборную Великобритании. Сборная Уэльса выступает в чемпионатах Европы и мира. Сборная Уэльса является пятикратным чемпионом Европы (на 2009 год).
В 2005 году была создана Регби Лига Уэльса.

## Легкая атлетика
Уэльс является родиной легкоатлетов мирового уровня. Например в Кардиффе родился знаменитый бегун на 110 метров с барьерами Колин Джексон, являющийся экс-рекордсменом мира, победителем мировых, европейских чемпионатов и Олимпийских игр.
Марафонец Стив Джонс (англ. Steve Jones) установил в 1984 году мировой рекорд в Чикагском марафоне со временем 2:08:05. Так же он выигрывал бронзовую медаль на Играх Содружества в беге на 10000 метров в 1986 году.

## Авто- и мотоспорт
Пересечённая местность Уэльса очень подходит для проведения раллийных гонок. Финальный этап чемпионата мира по ралли в настоящее время проводится в Уэльсе. Валлийские раллисты дважды становились чемпионами мира по ралли в качестве вторых пилотов (англ. Co-driver): Ники Грист (англ. en:Nicky Grist) помог победить Колину МакРею в 1996-м, и Фил Миллз (англ. en:Phil Mills) — Петеру Сольбергу в 2003-м.
Двое валлийских гонщиков участвовали в гонках Формулы-1. Первым был Алан Риз (англ. en:Alan Rees), финишировавший девятым в 1967 году в Гран-при Великобритании отстав от победителя на 4 круга. Том Прайс был более успешен. Он участвовал в четырёх чемпионатах и дважды заканчивал гонки на подиуме, и однажды, на Гран-при Великобритании 1975 года, стартовавал с поул-позишн. Прайс погиб на Гран-при ЮАР 1977 года. Он сбил маршала, перебегавшего трассу с огнетушителем, который и попал гонщику в голову.
Фредди Уильямс (англ. en:Freddie Williams (speedway rider)) был чемпионом мира по спидвею в 1950 и 1953 годах. Ньюпорт и Кармартен имеют свои спидвейные команды в британских спидвейных лигах.

## Другие виды спорта
Уэльс дал миру нескольких снукеристов мирового уровня, таких как Рей Риардон, Терри Гриффитс, Марк Уильямс и Мэттью Стивенс. Очень популярен в стране любительский снукер.
Хоккейный клуб Кардифф Девилз выступает в Британской элитной хоккейной лиге — первой по значимости хоккейной лиге Британии.
Танни Грей-Томпсон (англ. en:Tanni Grey-Thompson) является одиннадцатикратной чемпионкой Паралимпийских игр в беге на короткие (100, 200, 400 метров) и средние (800 метров) дистанции.
В Кардиффе и Ньюпорте проводятся традиционные встречи по британскому бейсболу между командами Англии и Уэльса.
С 2006 года в Уэльсе проводится профессиональный тур по гольфу — Дракон-тур (англ. en:Dragon Tour). В 2010 году в Celtic Manor Resort (валлийском отеле, являющемся одновременно гольф-центром) впервые прошёл Кубок Райдера — традиционная встреча сборных команд Европы и США.
Уэльс имеет свою команду по австралийскому футболу.